# Mezőakna
Mezőakna (1890-ig Szászakna, románul Ocnița, németül Salzgruben, az erdélyi szászok nyelvén Okne) település Romániában, Beszterce-Naszód megyében.

## Fekvése
Szászrégentől 30 km-re északnyugatra, Besztercétől mintegy 40 km-re délre fekszik.

## Története
1315-ben említik először, villa Aknay néven, amikor a falu birtokosa, Kökényesi Renold végrendeletében a gyulafehérvári székeskáptalanra hagyta a települést.
A középkorban lakói németek voltak, de a 17. század folyamán teljesen kipusztultak, helyükre románok érkeztek.
A trianoni békeszerződésig Kolozs vármegye Tekei járásához tartozott.

## Lakossága
1910-ben 1245 lakosa volt, ebből 1229 román, 11 német, 5 magyar.
2002-ben 1133 lakosából 1074 román, 57 cigány, 2 német volt.